# Monroe Curtis Beardsley
Monroe Curtis Beardsley (* 10. Dezember 1915 in Connecticut; † 18. September 1985 in Philadelphia) war ein US-amerikanischer Philosoph. Sein 1958 erschienenes Hauptwerk Aesthetics. Problems in the Philosophy of Criticism gehört zu den wichtigsten amerikanischen Beiträgen zur philosophischen Ästhetik im 20. Jahrhundert. Mit ihm führte er die Ästhetik als philosophische Disziplin auch in die analytische Philosophie ein. Beardsley gilt darüber hinaus als ein wichtiger Theoretiker der Literaturtheorie des „New Criticism“.
Nach dem Studium an der Yale University lehrte Beardsley von 1947 bis 1969 Philosophie und Ästhetik am Mount Holyoke College und am Swarthmore College in Pennsylvania. Von 1969 bis 1985 lehrte er an der Temple University. 1976 wurde er in die American Academy of Arts and Sciences gewählt.
Neben seinem philosophischen Hauptwerk und zahlreichen Aufsätzen, in denen er sich vor allem mit seinen Kritikern auseinandersetzt, hat Beardsley unter anderem eine Geschichte der philosophischen Ästhetik (Aesthetics from Classical Greece to the Present. A Short History), eine Abhandlung über Probleme der Kunstkritik (The Possibility of Criticism), zahlreiche Arbeiten über Fragen des philosophischen Denkens und eine bedeutende Abhandlung zur Handlungstheorie (Practical Logic) verfasst.

## Kunsttheorie
Beardsleys Hauptwerk Aesthetics. Problems in the Philosophy of Criticism beschäftigt sich vor allem mit der Frage  nach den charakteristischen Merkmal eines Kunstwerks und dem Wesen der Kunst. Beardsley bestimmt Kunstwerke zunächst als wahrnehmbare  Produkte menschlichen Handelns. Das wichtigste Kriterium für ein Kunstwerk ist sein Verhältnis zwischen dem Ganzen und seinen Teilen. Dabei kommt es für  Beardsley auf drei Gesichtspunkte an: die organische Einheit des Kunstwerks, die sich durch Vollständigkeit und Kohärenz auszeichnet, die Komplexität seiner Teile und die Intensität des Zusammenwirkens dieser Teile mit dem durch sie gebildeten Ganzen.
Beardsley vergleicht Kunstwerke mit sprachlichen Metaphern. Wie diese haben sie eine Bedeutung, sind aber weder wahr noch falsch. Dennoch hat jedes Kunstwerk ein Verhältnis zur Wirklichkeit und präsentiert ein mehr oder weniger umfassendes Weltbild.

### Ästhetische Erfahrung
Nach Beardsley können wegen der Gefahr eines naturalistischen Fehlschlusses ästhetische Werturteile nicht durch empirische Urteile begründet werden. Ästhetische Werturteile beziehen sich auf ästhetischen Erfahrungen, die wiederum durch die ästhetischen Eigenschaften eines Kunstwerks ausgelöst werden. Je höher der ästhetische Wert eines Kunstwerk ist, desto besser (angenehmer, erbaulicher) ist auch unsere ästhetische Erfahrung davon.

## Rezeption
Beardsley gilt als der bedeutendste amerikanische Ästhetiker nach John Dewey und Susanne Langer. Sein Werk war und ist von großem Einfluss auf die amerikanische philosophische Ästhetik. Seit den 1990er Jahren erfährt Beardsleys Werk auch in der Analytischen Philosophie wieder erhöhte Aufmerksamkeit.

## Werke
- Practical Logic, New York, Prentice-Hall 1950
- Aesthetics. Problems in the Philosophy of Criticism, New York 1958.
- Philosophical Thinking. An Introduction (mit E. L. Beardsley), Englewood Cliffs 1963
- Aesthetics from Classical Greece to the Present. A Short History, New York 1966
- The Possibility of Criticism, Detroit 1970
- The Aesthetic Point of View. Selected Essays, hg. von M. J. Wreen/D. M. Callen, Ithaca, London 1982.